# Proteïna d'unió a ADN
Les proteïnes d'unió a ADN (també DNAbp, sigles del terme anglès DNA binding-protein) són les proteïnes que són capaces d'unir-se amb l'ADN.

## Tipus de proteïnes d'unió a ADN
Existeixen un gran nombre de DNAbp: les interaccions amb l'ADN poden ser de tipus molt diferents segons el tipus de DNAbp implicada. Les DNAbp són classificades segons el tipus de procés cel·lular en què participen.
| Procés                         | Exemples |
| Iniciació de la transcripció   | Proteïnes d'unió a TATA eucariotes o subunitats σ de les ARN polimerases procariotes                                                 |
| Transcripció                   | ARN polimerases |
| Regulació de la transcripció   | Activadors i repressors eucariotes i repressors bacterians                                                                           |
| Estructures superiors de l'ADN | Proteïnes de la histona eucariota i del nucleoide procariota                                                                         |
| Recombinació de l'ADN          | RecA |
| Reparació de l'ADN             | ADN glicosilases i nucleases |
| Replicació de l'ADN            | Proteïnes de reconeixement de l'origen de replicació, ADN polimerases, ADN-ligases, proteïnes d'unió a cadena única i topoisomerases |
| Altres processos               | Enzims de restricció |